# Шлапанка
Шлапанка (чеш. Šlapanka) — река в Чехии, протекает по территории края Высочина, левосторонний приток реки Сазавы. Общая протяжённость реки составляет 39 км. Площадь водосборного бассейна — 264,8 км². Среднегодовой расход воды в Мировке — 1,21 м³/с.
Начинается на восточной окраине деревни Вежнице на высоте 596 метров над уровнем моря. Течёт сначала на запад вдоль автомобильной дороги, потом — на северо-запад через лес. У деревни Ямне поворачивает на север, пересекает деревню Вежничка, город Польна. У Вежнице снова меняет направление течения на северо-западное. Протекает через город Шлапанов, затем — через частично заболоченный лес, Мировку. Впадает в Сазаву на территории города Гавличкув-Брод в 164 километрах от её устья на высоте около 410 метров над уровнем моря.
На реке есть крупные пруды — Млински (в Ямне), Пекло (в Польне), Кукле (у Вежнице), Навесни (в Мировке).

## Притоки
Объекты перечислены по порядку от устья к истоку.
- 1 км: Стржибрни[2] (лв)
- 11 км: Шахотински[2] (пр)
- 12 км: Кветновски[2] (лв)
- 12 км: Позовицки[2] (лв)
- 15 км: Злати[2] (лв)
- 19 км: Пиявицки[2] (пр)
- 19 км: Скришовски[2] (пр)
- 23 км: Охозки[2] (пр)
- 23 км: Згорски[2] (пр)
- 32 км: Рибенски[2] (пр)